# 2. Dioklecijanov edikt o krščanstvu
2. Dioklecijanov edikt o krščanstvu je bil edikt, ki jih je izdal rimski cesar Dioklecijan in se je nanašal na krščanstvo oz. kristjane; izdan je bil leta 303.
V tem ediktu je zapovedal, da se morejo vse škofe in krščanske duhovnike zapreti in jih prisiliti, da darujejo v skladu s rimsko mitologijo.